# Cantonul Maisons-Laffitte
Cantonul Maisons-Laffitte este un canton din arondismentul Saint-Germain-en-Laye, departamentul Yvelines, regiunea Île-de-France , Franța.

## Comune
- Maisons-Laffitte (reședință)
- Le Mesnil-le-Roi